# Дотичний простір

Дотичний простір і дотичний вектор, подовж кривої, що проходить через точку

Дотичний простір до гладкого многовиду {\displaystyle M} в точці {\displaystyle x} — сукупність дотичних векторів у цій точці, які утворюють природну структуру векторного простору.
Дотичний простір до {\displaystyle M} у точці {\displaystyle x} зазвичай позначають {\displaystyle T_{x}M} або — коли очевидно, про який многовид йде мова — просто {\displaystyle T_{x}}.
Сукупність дотичних просторів у всіх точках многовиду (разом із самим многовидом) утворюють векторне розшарування, яке називається дотичне розшарування.
Відповідно, кожний дотичний простір є шар дотичного розшарування.
Також як у дотичного вектора, існує модифікація поняття дотичний простір — дотичний простір у точці {\displaystyle p} підмноговиду.
У найпростішому випадку, коли многовид гладко вкладений у векторний простір (що можливо завжди, згідно з Теоремою Вітні про вкладення), кожен дотичний простір можна природно ототожнити з деяким афінним підпростором охоплюючого векторного простору.

## Означення

### Через диференціювання в точці
Нехай {\displaystyle M} — гладкий многовид.
Тоді дотичним простором назвемо простір диференціювань в точці {\displaystyle p}.
Тобто простір операторів {\displaystyle X} які дають число {\displaystyle Xf} для кожної гладкої функції {\displaystyle f:M\to \mathbb {R} },
і володіють такими властивостями:
- Адитивність: {\displaystyle X(f+h)=Xf+Xh}
- Правило Лейбніца: {\displaystyle X(fh)=(Xf)\cdot h(p)+f(p)\cdot (Xh)}

Легко бачити, що на множині всіх диференціювань в точці {\displaystyle p} можна ввести структуру лінійного простору:
{\displaystyle (X+Y)f=Xf+Yf}
{\displaystyle (k\cdot X)f=k\cdot (Xf).}

### Через локальні координати
Нехай {\displaystyle M} — гладкий многовид розмірності n, {\displaystyle x\in M} і {\displaystyle \phi } — деяке координатне відображення в околі точки x. Позначимо {\displaystyle C^{\infty }(X,x,\mathbb {R} )} множину гладких у точці x відображень з простору X у множину дійсних чисел. Дотичним вектором в точці {\displaystyle x} називається відображення:
{\displaystyle v:C^{\infty }(X,x,\mathbb {R} )\to \mathbb {R} }
таке що існують дійсні числа {\displaystyle a_{1},\ldots ,a_{n}} з наступною властивістю. Для довільної функції {\displaystyle f\in C^{\infty }(X,x,\mathbb {R} ),:}
{\displaystyle v(f)=\sum _{i=1}^{n}a_{i}{\frac {\partial }{\partial r_{i}}}(f\circ \phi ^{-1})|_{\phi (x)}}
де {\displaystyle r_{i}} — координати простору {\displaystyle \mathbb {R} ^{n}.}

### Визначення через криві
Нехай {\displaystyle M} — гладкий многовид розмірності n, {\displaystyle p\in M} і {\displaystyle \phi } — деяке координатне відображення в околі точки p. Нехай маємо дві криві {\displaystyle \gamma _{1},\gamma _{2}:(-1,1)\to M,} такі що {\displaystyle \gamma _{1}(0)=\gamma _{2}(0)=p.} Тоді {\displaystyle \gamma _{1},\gamma _{2}} називаються еквівалентними, якщо {\displaystyle {\frac {d}{dt}}(\phi \circ \gamma _{1})(0)={\frac {d}{dt}}(\phi \circ \gamma _{2})(0).} Множина класів еквівалентності називається дотичним простором. Ототожнивши кожен клас еквівалентності з відповідним образом {\displaystyle {\frac {d}{dt}}(\phi \circ \gamma )(0)} у {\displaystyle \mathbb {R} ^{n}} цю множину можна перетворити у векторний простір.

## Властивості
- Дотичний простір {\displaystyle n}-вимірного гладкого многовиду є {\displaystyle n}-вимірним векторним простором.
- Для обраної локальної карти {\displaystyle x_{1},\dots ,x_{n}}, оператори {\displaystyle X_{i}f={\frac {\partial f}{\partial x_{i}}}(p)} являють собою базис {\displaystyle T_{p}}, який називають голономним базисом.

## Пов'язані означення
- Контактним елементом до многовиду у деякій точці називається будь-яка гіперплощина дотичного простору в цій точці.